# Kapseizen

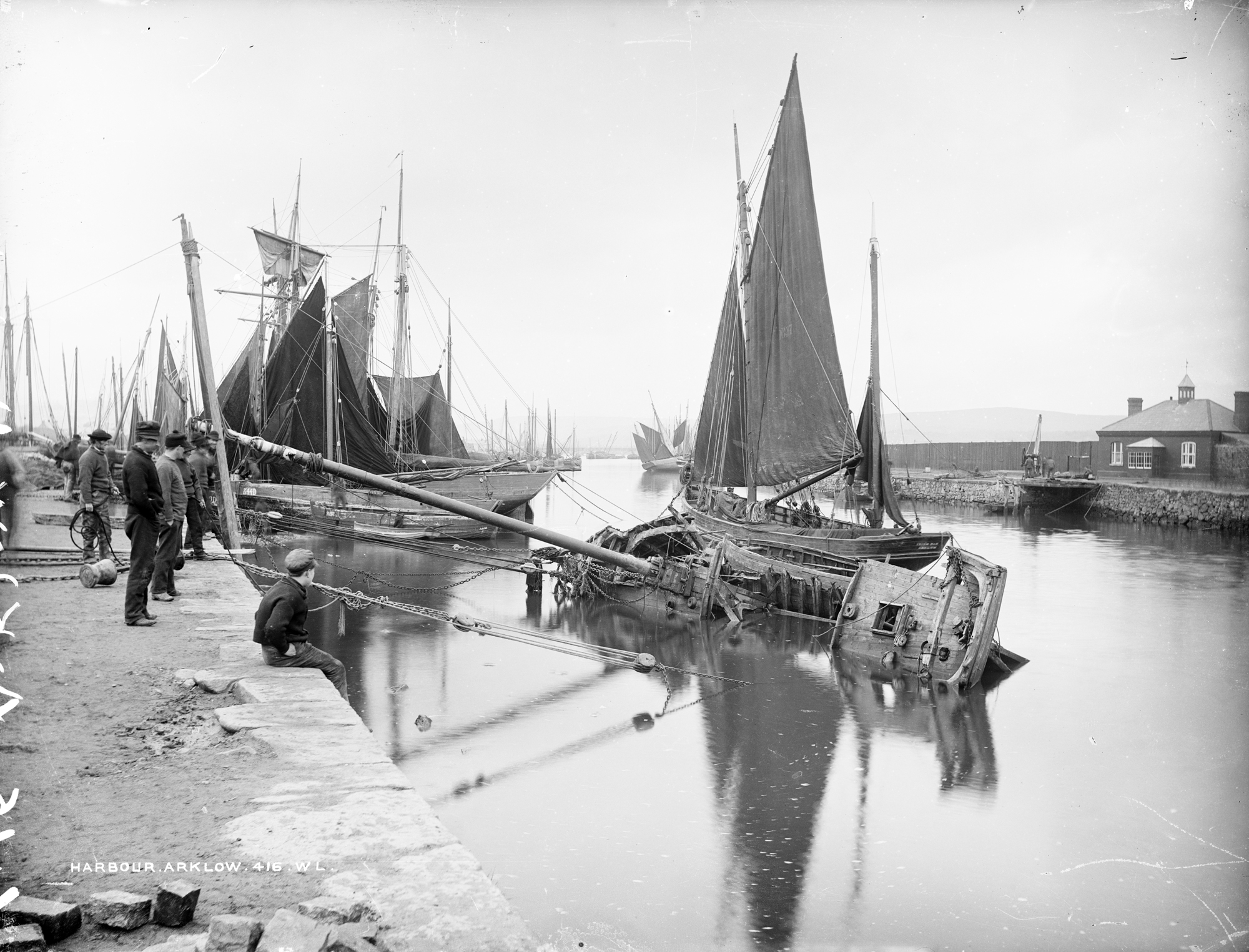
Arklow, County Wicklow, Ierland, 1886

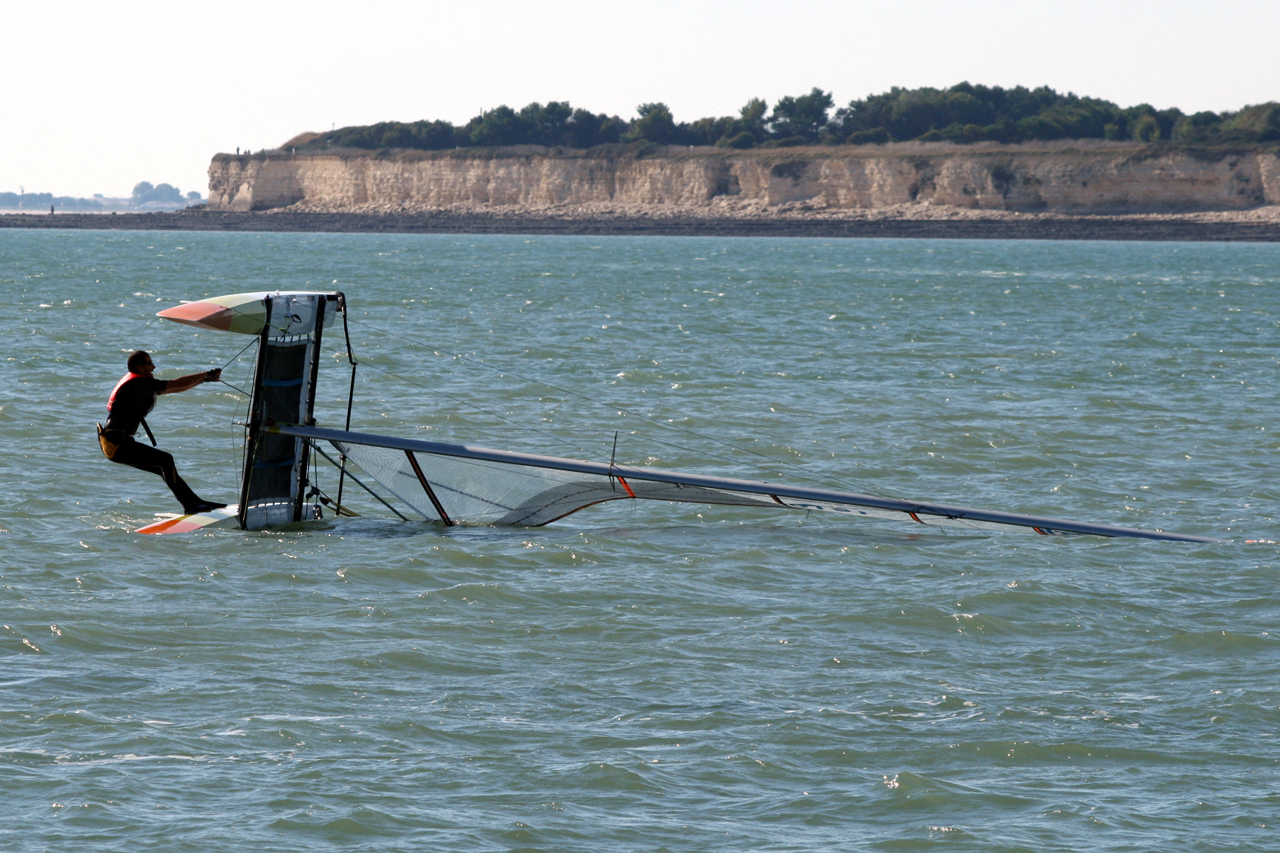
Een gekapseisde catamaran

Kapseizen is het proces van omslaan, vooral bij vaartuigen. De oorzaak van het kapseizen van een vaartuig is dikwijls het verschuiven van zware lading naar een bepaalde scheepszijde, tijdens zware storm en zware zeegang, of door toedoen van passerende schepen met hun golfslag, zodat het water bijvoorbeeld in de open laadruimte stroomt, of door oorlogsgeweld tijdens zeeslagen.
Bij deze bovenvermelde oorzaken maakt het getroffen schip of vaartuig, door die oorzaken eerst slagzij, waarna het kan kapseizen en zinken. Soms gebeurt het dat het schip in die toestand blijft drijven, doordat zich een grote luchtbel in het schip bevindt.

## Duitse oorlogsschepen
Tijdens zeeoorlogen werden diverse oorlogsschepen getorpedeerd, gebombardeerd door vliegtuigen of beschoten door scheepsgeschut. Zo werd het Duitse slagschip Bismarck tijdens de Tweede Wereldoorlog hevig onder vuur genomen door de Britse Homefleet zodat het trotse oorlogsschip eerst slagzij maakte en daarna al kapseizend ten onder ging. Deze kapseizing was de oorzaak. Doordat de zware geschuttorens uit de dekken gleden, daarbij ook geholpen door de zware bovenbouw, sloeg het slagschip om tijdens het zinken. Deze geschuttorens hadden onderdeks ronde omhulselkokers of schachten waar zich de liften voor het aanvoeren van de munitie bevonden en waar de geschutsbemanning hun kanon bedienden.
Professor dr. Robert Ballard heeft de Bismarck teruggevonden en geconstateerd dat het slagschip zijn grote zware batterijen had verloren, zodat men met de robotcamera in de geschutsschachten de onderdekken kon waarnemen. Zo verging het eveneens de Duitse slagschepen Scharnhorst en de Tirpitz. Toen de Tirpitz gekapseisd lag konden de Britse piloten, die het hadden gebombardeerd op 12 november 1944, de beschadigde en de provisorisch herstelde buik van het schip zien, toen deze in de Altafjord in Noorwegen, tijdens een aanval door de Britse X-boten (minionderzeeërs), werd beschadigd door de X-6 en X-7. De X-6 was de enige minionderzeeboot die succes boekte om het zware slagschip voor de rest van zijn carrière kreupel te maken.

## Amerikaanse oorlogsschepen
Eveneens ging het slecht met de Amerikaanse slagschepen USS Arizona (BB-39), USS Oklahoma (BB-37) en USS Utah (AG-16), die tijdens de aanval door de Japanners werden aangevallen op 7 december 1941 in Pearl Harbor. Deze schepen lagen ondersteboven op de havenbodem met de verschrikkelijke gevolgen van dien voor de opvarenden. Menig manschap werd nog gered door binnenin tegen de scheepsromp te slaan, ten teken van leven voor de redders, die op de scheepsromp kropen en gaten brandden op het gekapseisde wrak. De Amerikanen wilden het schip nadien weer recht leggen en lichten, maar het bleef tot de dag van vandaag met zijn kiel op de bodem liggen en is nu een oorlogsmonument.

## Binnenschepen
Ook binnenschepen kunnen op de rivieren en kanalen kapseizen. In 2006 kapseisde op de Schelde een containerbinnenschip doordat een tegemoetvarende sleepboot te veel golfslag veroorzaakte zodat de vaargolven over het geladen schip spoelden en in het open containerruim stroomden. Het binnenschip maakte slagzij doordat de containers naar bakboord schoven en het schip lieten kapseizen met alle gevolgen van dien. De containers vielen uit het ruim en zonken en sommige bleven nog net bovendrijven, zoals het omgeslagen binnenvaartuig. Het schippersgezin verdronk doordat ze niet bijtijds over boord hadden gesprongen en naar binnen werden gezogen, door de kracht van het binnenstromende water, in de roef.
Het binnenschip dreef gekapseisd rond en werd naar de kade gesleept voor verder onderzoek van het parket. Later werd het binnenschip weer rechtgetrokken en in een binnendok opgelegd. Toen kon men aan de roef en aan het stuurhuis zien welke krachten van het water op het schip inwerkten.